# Javier Fornell
Francisco Javier Fornell Fernández (Cadis, 6 de desembre de 1978) és un escriptor, gestor cultural i historiador espanyol especialitzat en llinatges i famílies de la Baixa Edat Mitjana. És articulista habitual del grup de comunicació Vocento.

## Biografia
Llicenciat en Història per la Universitat de Càdiz el 2000, es va doctorar cum laude en Història medieval el 2016 amb la tesi Linatges i famílies baixomedievals en l’àmbit de la Badia de Càdiz. Segles XIII a XV, dirigida per Arturo Morgado García i Rafael Sánchez Saus. La seva recerca se centra en la societat baixomedieval i els llinatges, especialment a la regió de Càdiz. Va compaginar la recerca amb la coordinació de projectes per a la University of Massachusetts a Espanya (2013–2018) i al Hunter College de Nova York (2019), així com l’ensenyament a l’extensió de la Universidad San Dámaso a Càdiz (2012–2018).
El 2017 va fundar Sur Tour, una empresa de turisme experiencial basada en la filosofia slow travel. També va començar a impartir docència en màsters de professorat i TICs a la Universidad Antonio de Nebrija.
Col·labora en programes de televisió local com El Farol (Onda Càdiz). Entre 1997 i 2010 va cofundar l’associació Ubi Sunt?, on va coordinar revistes històriques juntament amb Ángel Quintana i Francisco Glicero Conde.  El 2019 va fundar l’editorial independent Kaizen Editores juntament amb Daniel Lanza Barba, amb un model de publicació sostenible i de reducció d’edicions impreses.

## Reconeixements
- I Premi d’Investigació Hades (2006)[10]
- III Premi d’Investigació Hades (2008) – per dues obres[11]
- Accèssit del III Premi d’Investigació Hades (2010)[12]

## Obra

### Ficció
- Llamadme Cabrón. Historia de un pirata (2010), Ediciones Mayi
- Lanza y oro. Desventuras de Pedro Cabrón (2013), Ediciones Mayi
- Una vaca vasca. Cuentos del País Vasco (2017) – literatura infantil
- Guía mitológica de Cádiz (2021), Kaizen Editores
- Tanguillos de muerte (2023), Kaizen Editores

### No-ficció
- Magia, Brujería y Esoterismo en la Historia (edició, 2006)
- Historia del Puerto de Santa María a través de la Historia de sus Familias (2009)
- Linajes gaditanos en la Baja Edad Media (2010)
- El Cádiz medieval a través de sus familias (2020)